# HDi
HDi (in precedenza iHD) è l'implementazione Microsoft dei contenuti interattivi per il formato HD DVD. Basato su XML e JavaScript, è presente, oltre che nei lettori Toshiba, in quello esterno per Xbox 360.